# Северный полюс-25
Северный полюс-25 (СП-25) — советская научно-исследовательская дрейфующая станция. Работала с 16 мая 1981 года до 20 апреля 1984 года.
Планировалось высадить станцию в начале весны 1981 года, но для станции не было найдено подходящей площадки.
На поиски льдины был отправлен экипаж в составе И. П. Романова, лётчика Льва Вепрева, штурмана Владимира Арсланова и начальника экспедиции «Север» Сергея Кесселя.
Пока была возможность, с 27 по 30 марта было выполнено несколько вылетов.
Найдя подходящую льдину, подготовили высадку, но три дня для неё не было лётной погоды.
В результате следующего вылета отмеченную льдину повторно найти не удалось, поиск был отложен до наступления хорошей погоды.
Это было связано с мощным дрейфом в этом районе, в первые сутки льдина СП-25 ушла более чем на 110 километров.
7 апреля удалось повторить поиск, был найден удачный вариант для высадки и с 8 апреля начались подготовительные работы по созданию станции.

## Смены
На станции осуществлено три смены персонала.
- Первая смена (с 16 мая 1981 по 27 апреля 1982). Состав 13 человек. Начальник В. С. Сидоров. Личный состав[3]:
  - Алексеев Л.С.- метеоролог
  - Дунаев А.А.- океанолог
  - Карпий В.Ю.- океанолог
  - Нурсаитов Ф.М.- метеоролог
  - Яковлев Н.И.- гидрохимик
  - Гудошников Ю.П.- гидрохимик
  - Семенов В.П.- механик
  - Гульнев В.А.- механик
  - Кошелев В.С.- врач
  - Михайлов Г.Ф.- радист
  - Комлик В.Г.- радист
  - Гулин М.О.- повар
- Вторая смена (с 27 апреля 1982 по 9 мая 1983). Состав 13 человек. Начальник Ю. П. Тихонов. Личный состав[3]:
  - Теплоухов В.Н.- метеоролог
  - Кулешов Б.И.- метеоролог
  - Яворский М.П.- океанолог
  - Кошелев Б.А.- гидрохимик
  - Турчин А.В.- радиоэлектронщик
  - Карасев В.Ф.- радиоэлектронщик
  - Шульгин А.А.- врач
  - Головин И.В.- радист
  - Шереметинский Ю.С.- радист
  - Лабинский С.А.- механик
  - Теплов В.С.- механик
  - Добряков И.С.- повар
- Третья смена (с 9 мая 1983 по 20 апреля 1984). Состав 18 человек. Начальник Г. А. Лебедев. Личный состав[3]:
  - Евдокимов О.Л.- океанолог
  - Максимов Г.А.- метеоролог
  - Аксененко С.В.- радиофизик
  - Александров В.Я.- радиофизик
  - Герасимов В.Н.- радиофизик
  - Ерегин В.А.- радиофизик
  - Кузькин В.И.- радиофизик
  - Марков М.В.- радиофизик
  - Росляков В.Н.- радиофизик
  - Самойлов Н.С.- радиофизик
  - Сиземов Г.С.- радиофизик
  - Кириллов Д.Р.- радист
  - Шелудяков В.И.- радист
  - Кунделев А.С.- механик
  - Михайлов Г.Ф.- радист
  - Семенов Ю.Е.- врач
  - Хряков В.А.- повар